# Billy Claiborne

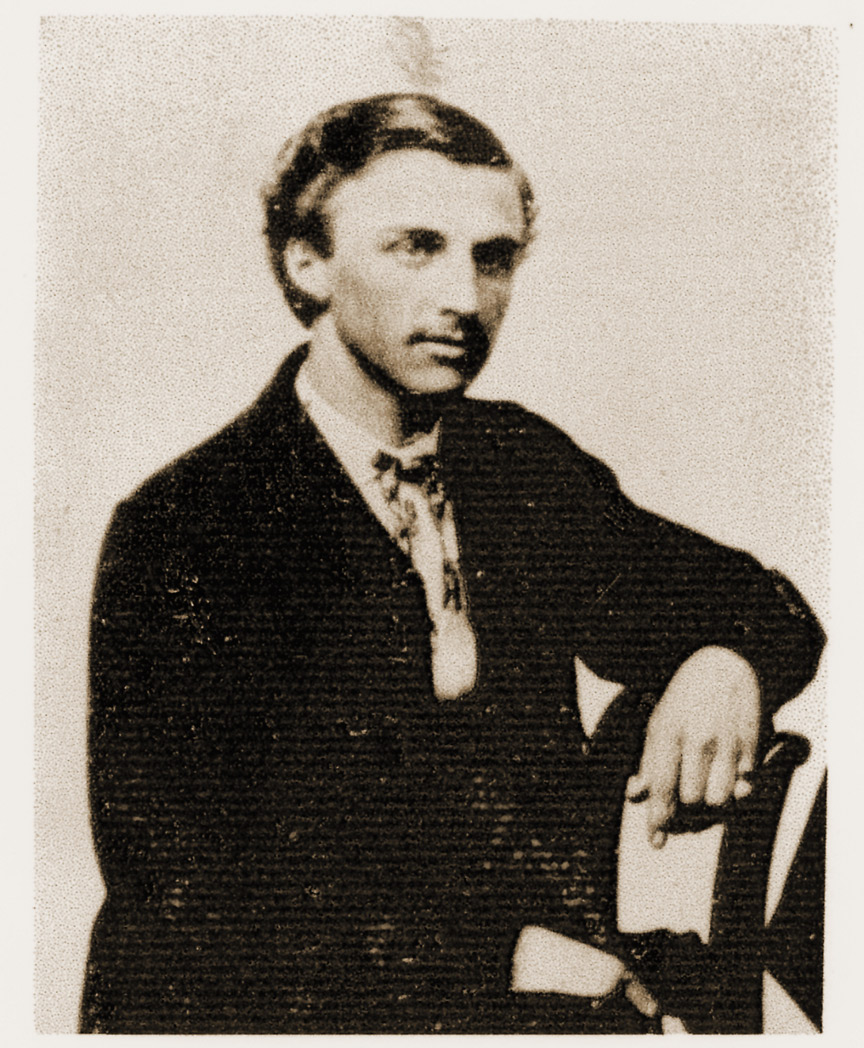
Billy Claiborne

William F. „Billy“ Claiborne (* 21. Oktober 1860 in Yazoo County, Mississippi; † 14. November 1882 in Tombstone, Arizona) war ein Cowboy, Bergarbeiter und Revolverheld des Wilden Westens.

## Frühes Leben
In jungen Jahren zog Claiborne nach Arizona und arbeitete zunächst als Rancharbeiter für John Slaughter, später als Cowboy bei den Viehtrieben. Wegen seiner Kleinwüchsigkeit bekam er den Spitznamen „The Kid“ verpasst. Schließlich blieb er in Tombstone, Arizona und arbeitete als Fuhrmann und Bergarbeiter für verschiedene Bergwerksgesellschaften. In dieser Zeit machte er Bekanntschaft mit Ike Clanton, für den er gelegentlich als Cowboy tätig war.
Am 1. Oktober 1881 betrat Claiborne den Queen’s Saloon in der Bergarbeiterstatt Charleston. Dort kam es zu einer Auseinandersetzung mit einem betrunkenen Mann namens John Hickey, in deren Verlauf Claiborne diesen erschoss. Claiborne wurde festgenommen (möglicherweise von Virgil oder Morgan Earp) und vor Gericht gestellt. Da Hickey jedoch auch bewaffnet war, wurde Claibornes Tat als Selbstverteidigung eingestuft, er wurde freigesprochen.
Nach dem Tod von William H. Bonney, besser bekannt als „Billy the Kid“, beanspruchte Claiborne seinerseits in Bezug auf seinen alten Spottnamen „The Kid“ den Namen „Billy the Kid“. Nach eigener Aussage tötete er mindestens einen Mann, der ihn deswegen auslachte.

## Schießerei am O. K. Corral
Als Claiborne am 26. Oktober 1881 nach Tombstone kam, erfuhr er, dass sein Freund Ike Clanton nach einem Zusammenstoß mit den Earp-Brüdern wegen des Tragens von Waffen im Gerichtsgebäude saß. Sofort eilte er zum Gericht und brachte Ike, der verletzt war, zum Arzt. Danach traf er Ikes Bruder Billy Clanton und Frank McLaury und informierte sie über die Neuigkeiten. Zusammen trafen sie sich mit Ike und Franks Bruder Tom McLaury am Eingang des O. K. Corral, wo die Cowboys ihre Pferde stehen hatten, als die Earp-Brüder zusammen mit Doc Holliday auftauchten. Nach einem kurzen Wortgefecht begann die Schießerei und Claiborne – unbewaffnet – flüchtete wie Ike Clanton unverletzt. Wegen dieser Flucht wurde Claiborne als Feigling beschimpft und verließ Tombstone kurz darauf.

## Späteres Leben und Tod
Claiborne ging nach Globe und war wieder als Minenarbeiter tätig. Als er vom Tod seines Freundes Johnny Ringo hörte und Gerüchten zufolge Frank „Buckskin“ Leslie diesen ermordet haben sollte, kehrte er nach Tombstone zurück. Am 14. November 1882 traf Claiborne – völlig betrunken – im Oriental Saloon auf Leslie und machte ihn für den Tod von Ringo verantwortlich. Nach einem hitzigen Streit verließ Claiborne den Saloon und versteckte sich hinter einem Obststand, um Leslie aufzulauern. Damit rechnete Leslie jedoch und verließ den Saloon über einen Nebenausgang. Als er Claiborne ansprach, schoss dieser, verfehlte seinen Gegner jedoch und wurde seinerseits von Leslie getroffen. Claiborne wurde zwar noch von einem Arzt versorgt, starb jedoch einige Stunden später. Leslie wurde angeklagt, das Gericht entschied aber, dass er aus Notwehr gehandelt hatte. Claiborne wurde auf dem Boothill-Friedhof in Tombstone beigesetzt.